# Anja Čarman
Anja Čarman, slovenska plavalka, * 22. marec 1985, Kranj.
Čarmanova je za Slovenijo nastopila na Poletnih olimpijskih igrah 2004 v Atenah, na Poletnih olimpijskih igrah 2008 v Pekingu ter na Poletnih olimpijskih igrah 2012 v Londonu.
V Atenah je nastopila v disciplinah 400 metrov prosto, 200 metrov hrbtno in v štafeti 4 x 200 metrov prosto. V prostem slogu je osvojila 24. mesto, v hrbtnem je končala na 23. mestu, slovenska štafeta pa je zasedla 16. mesto.
V Pekingu je nastopila v disciplinah 100 in 200 metrov hrbtno. Na 100 metrov je osvojila 26. mesto, na 200 metrov pa je bila 16.